# Fistball aux Jeux mondiaux de 2013
Navigation
Kaohsiung 2009 Wrocław 2017
Les épreuves de fistball des Jeux mondiaux de 2013 ont lieu du 1er au 4 août 2013 à Cali (Colombie).

## Podiums

### Hommes
| Épreuves | Or | Argent | Bronze |
| -------- | --- | --- | --- |
| Hommes   | Allemagne- Tim Albrecht (de) - Christian Erlenmayer (de) - Ajith Fernando (de) - Christian Kläner (de) - Michael Marx - Fabian Sagstetter (de) - Steve Schmutzler (de) - Lukas Schubert (de) - Patrick Thomas (de) | Suisse- David Berger - Romano Colombi - Martin Duenner - Kevin Hagen - Pascal Iseli - Fabian Marthy - Kévin Nuetzi - Ueli Rebsamen - Cyrill Schreiber (de) | Autriche - Markus Ahrens - Jean Andrioli - Michael Feichtenschlager - Bela Gschwandtner - Thomas Leitner - Siegfried Simon - Klaus Thaller - Dietmar Weiss - Stefan Winterleitner |

## Tableau des médailles
| Rang  | Nation    | Or | Argent | Bronze | Total |
| ----- | --------- | -- | ------ | ------ | ----- |
| 1     | Allemagne | 1  | 0      | 0      | 1     |
| 2     | Suisse    | 0  | 1      | 0      | 1     |
| 3     | Autriche  | 0  | 0      | 1      | 1     |
| TOTAL | TOTAL     | 1  | 1      | 1      | 3     |